# Danzhu (sockenhuvudort i Kina, Zhejiang Sheng, lat 28,67, long 120,57)
Danzhu (kinesiska: 淡竹, 淡竹乡, 尚仁) är en sockenhuvudort i Kina. Den ligger i provinsen Zhejiang, i den östra delen av landet, omkring 180 kilometer söder om provinshuvudstaden Hangzhou. Antalet invånare är 3 878. Befolkningen består av 1 888 kvinnor och 1 990 män. Barn under 15 år utgör 19,0 %, vuxna 15-64 år 54 %, och äldre över 65 år 26,0 %.
Runt Danzhu är det ganska tätbefolkat, med 214 invånare per kvadratkilometer. Närmaste större samhälle är Baita, 9,3 km norr om Danzhu. I omgivningarna runt Danzhu växer i huvudsak blandskog.
Genomsnittlig årsnederbörd är 2 402 millimeter. Den regnigaste månaden är juni, med i genomsnitt 411 mm nederbörd, och den torraste är januari, med 67 mm nederbörd.